# Palais du Patriarche

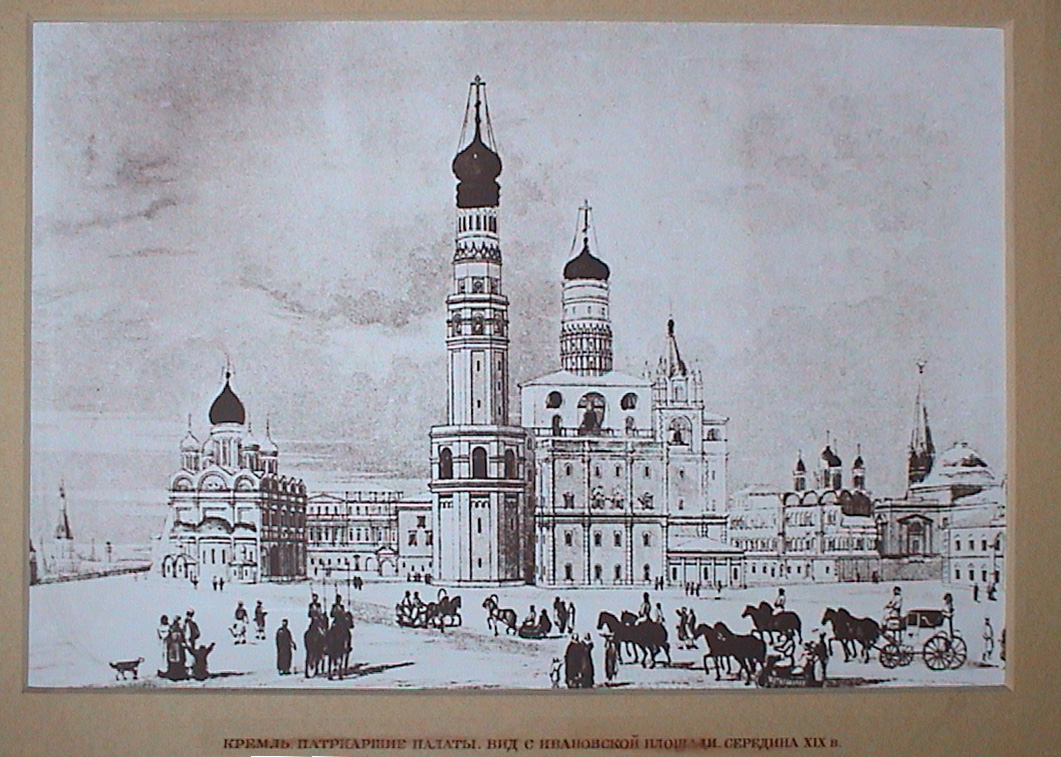
Palais du Patriarche au milieu du XIXe siècle. Gravure exposée au palais du Patriarche

Le palais du Patriarche ou cour du Patriarche est située dans l'enceinte du kremlin de Moscou. Son portail est surmonté de l'église des Douze Apôtres. 
Ce palais a été édifié entre 1642 et 1655 sur l'ordre du patriarche Nikon. 
Sans doute inspiré par le palais des Térems, cet édifice marque la volonté du patriarche Nikon d'imposer un retour au style sévère et monumental de Vladimir-Souzdal à Moscou, considéré comme le seul qui soit vrai. Le joyau de cet édifice est une salle cruciforme de près de trois cents mètres-carrés  sans aucun pilier  et couverte de voûtes closes. Elle est, de plus, parée de superbes carreaux de faïence

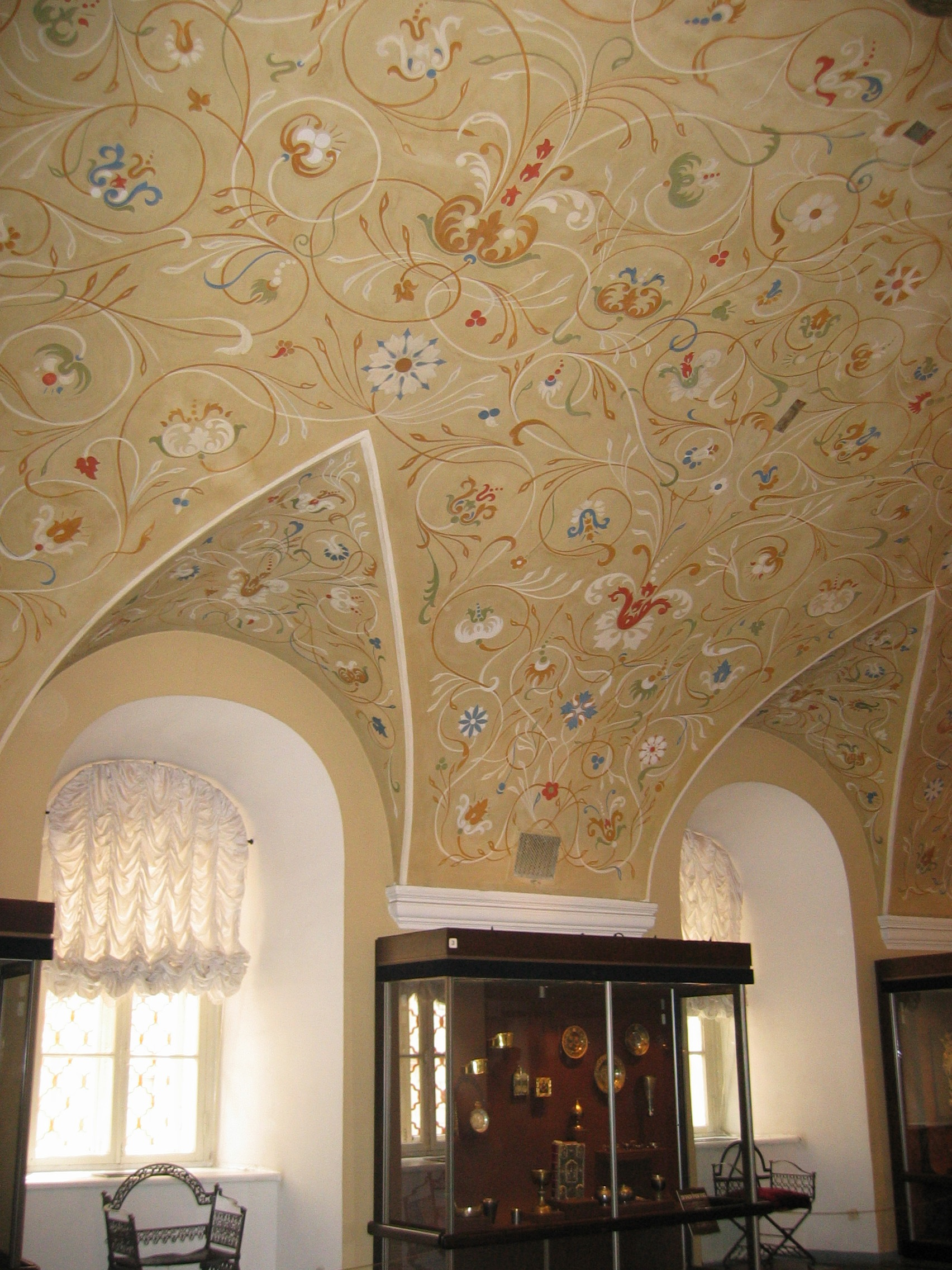
La chambre en croix du palais du Patriarche ; 300 mètres carrés sans pilier.
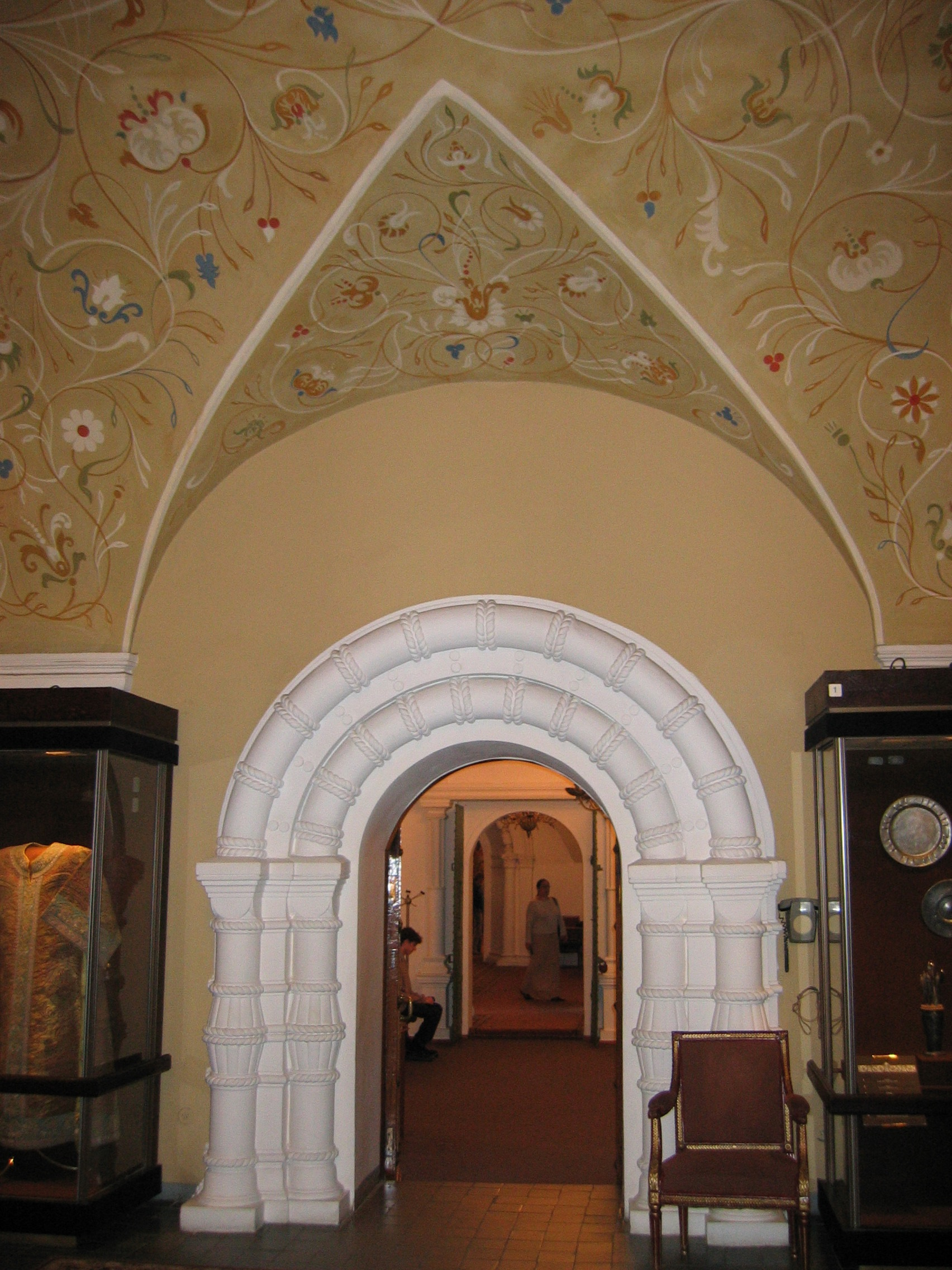
La chambre en croix du palais du Patriarche : le portail de pierre blanche
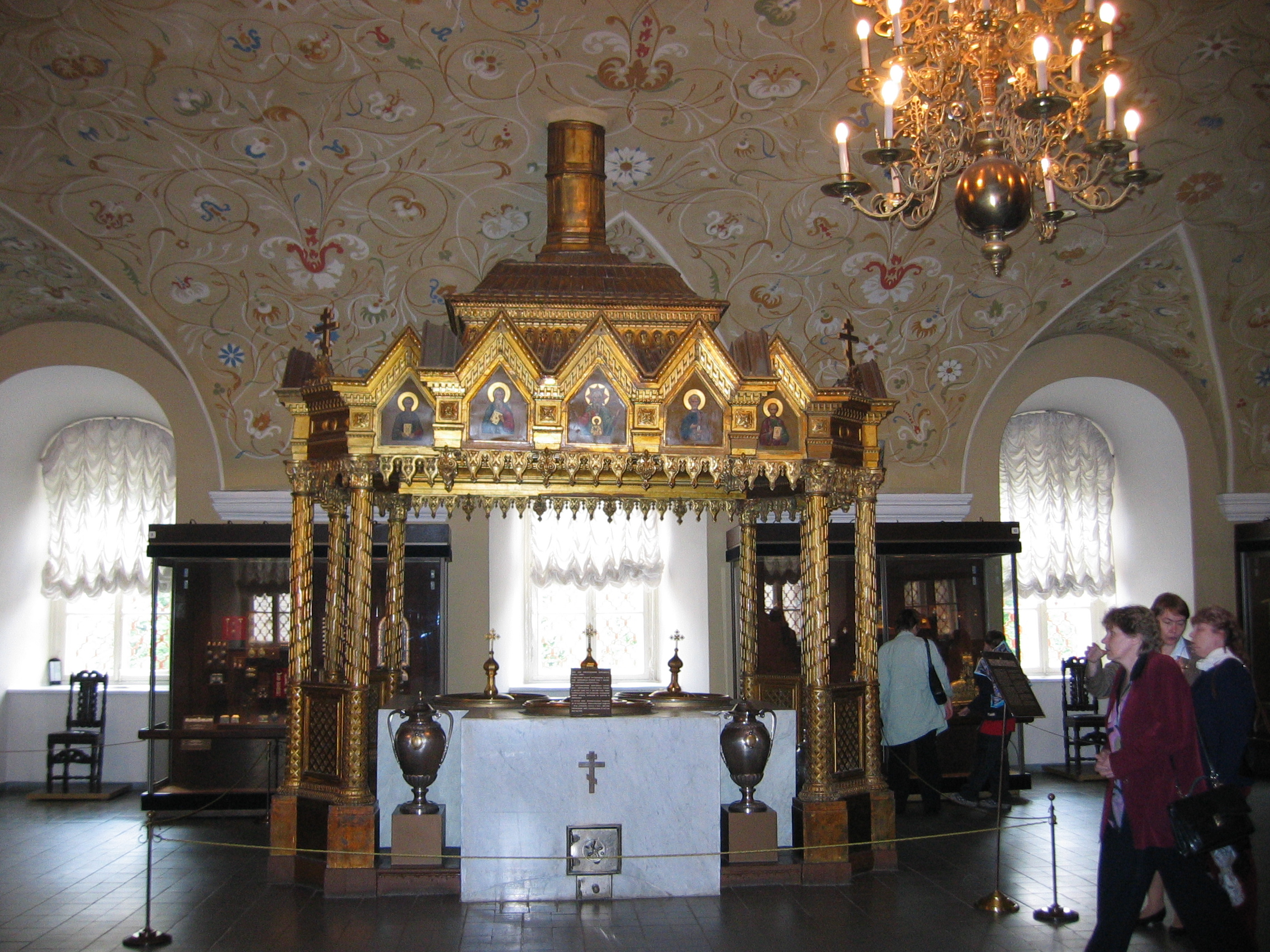
La chambre en croix du palais du Patriarche : le poële servant à la confection des saintes huiles.
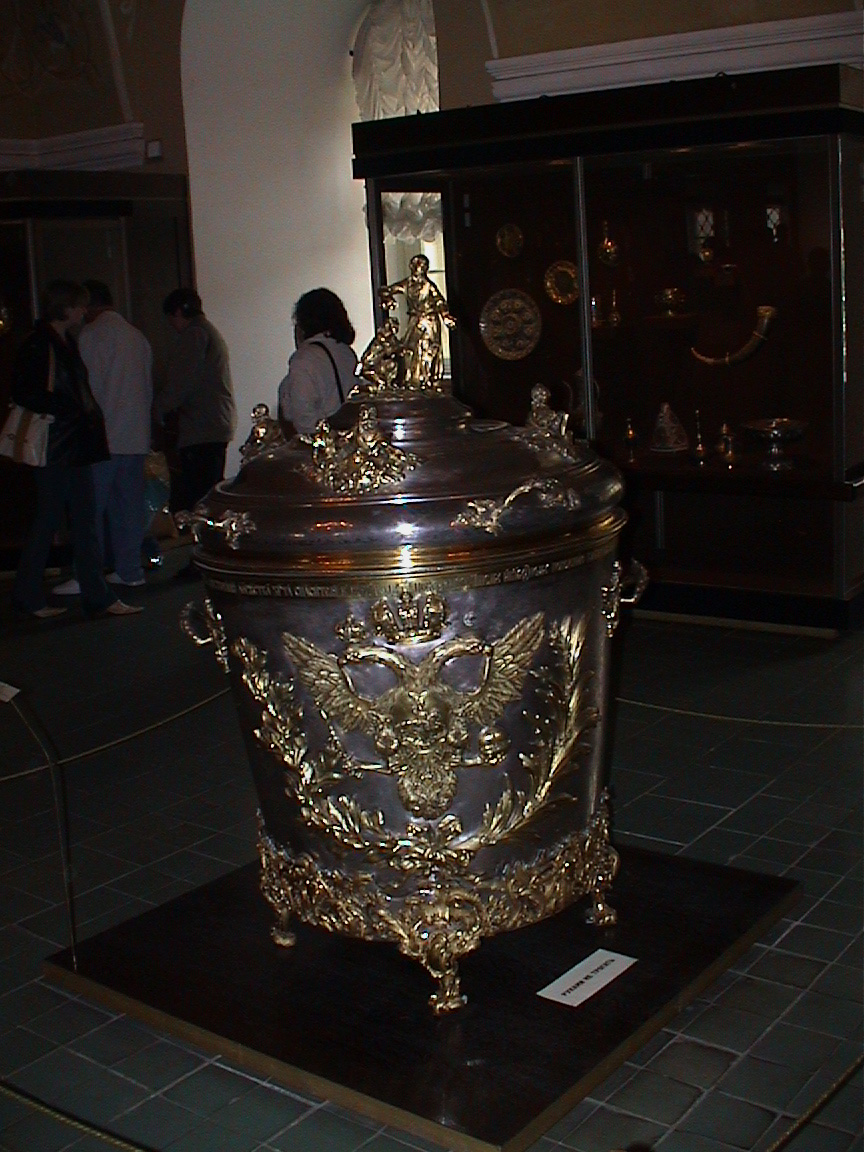
Le palais du Patriarche : Samovar
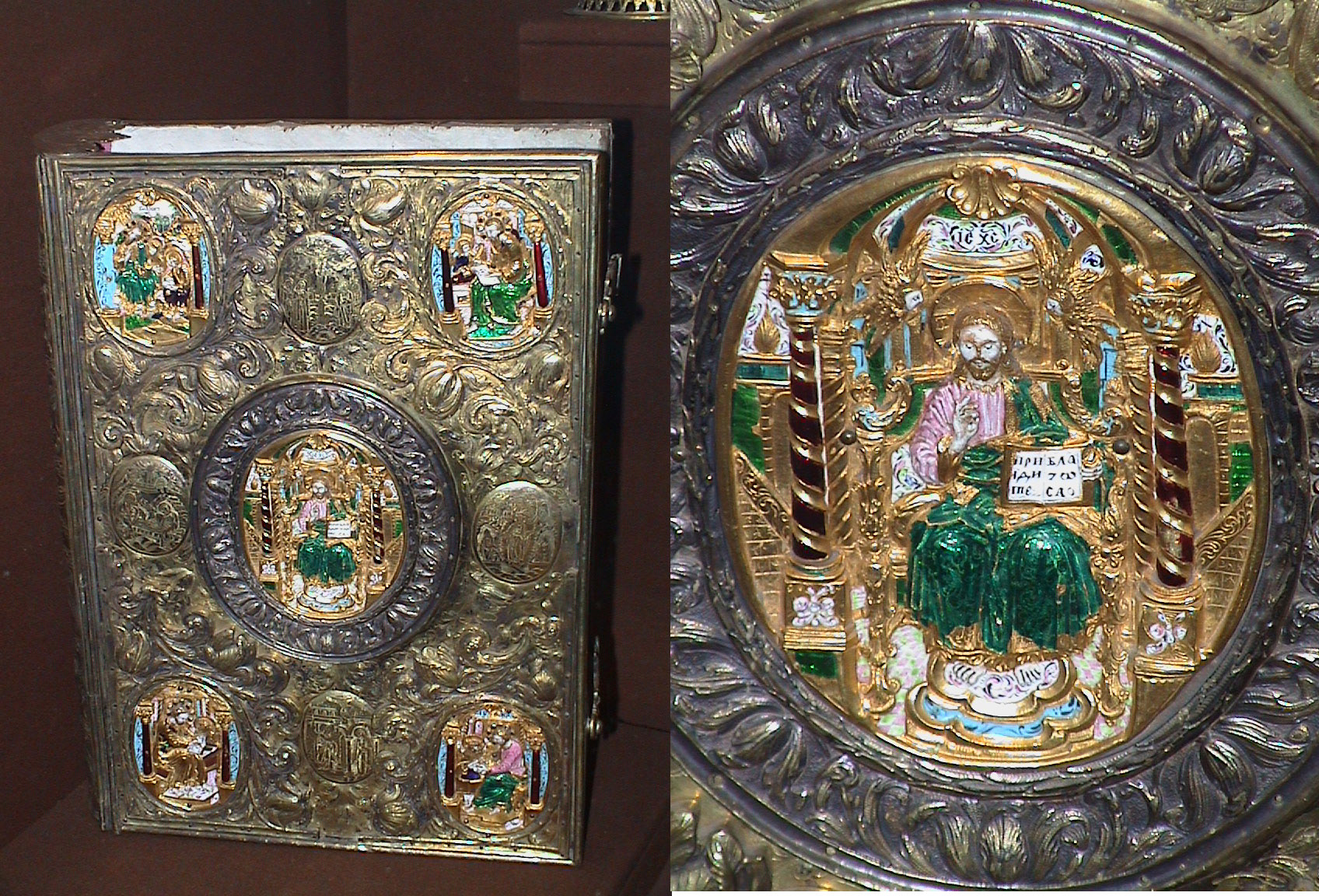
Le palais du Patriarche : Évangile orné